# Casiphioprionus limbatus
Casiphioprionus limbatus är en skalbaggsart som beskrevs av Maurice Pic 1916. Casiphioprionus limbatus ingår i släktet Casiphioprionus och familjen långhorningar. Inga underarter finns listade.